# Dioptis leucothyris
Dioptis leucothyris is een vlinder uit de familie van de tandvlinders (Notodontidae). De wetenschappelijke naam van de soort is voor het eerst geldig gepubliceerd in 1876 door Butler.